# Помісний собор Православної церкви України
Помісний собор — найвищий керівний орган Православної церкви України, який діє в межах священних канонів, положень Статуту релігійної організації, а також з Патріаршого та Синодального Томосу про автокефалію 6 січня 2019 року.

## Склад і функції
Помісний Собор складається з усіх архієреїв – єпархіальних та інших, кліриків, ченців та мирян від кожної єпархії, що обираються єпархіальними зборами. Помісний Собор скликається регулярно кожні 5 років Головуючим, тобто митрополитом Київським, та Постійним річним Священним Синодом. Також Помісний Собор скликається надзвичайно – завжди, коли цього забажає Головуючий.

## Повноваження
Повноваження Помісного собору як найвищого керівного органу випливають зі положень Статуту Православної церкви України:
- Обирає митрополита Київського з трьох кандидатів запропонованих Архиєрейським собором. У цьому випадку Помісний собор скликається місцеблюстителем престолу або, в разі явної непереборної неможливості для нього, наступним за старшинством архиєрейської хіротонії єпархіальним архієреєм. Кворум Помісного Собору становить 2/3 учасників, в тому числі 2/3 від числа архієреїв. Рішення ухвалюється простою більшістю, у випадку рівності голосів, перевагу має голос Головуючого.
- Помісний Собор має право ухвалювати Статут та вносити зміни до нього. Також він затверджує зміни до Статуту, внесені Архієрейським Собором виключно в дусі Томосу.

## Список Помісних соборів Православної церкви України
Православна церква України з моменту надання автокефалії Вселенським патріархатом Константинополя провела такі Помісні собори:
- Помісний об'єднавчий собор Православної церкви в Україні — створив Православну церкву України
- Київський собор 27 липня 2023 року — щодо календарної реформи[1]